# Stictoleptura gladiatrix
Stictoleptura gladiatrix är en skalbaggsart som beskrevs av Gianfranco Sama 2008. Stictoleptura gladiatrix ingår i släktet Stictoleptura och familjen långhorningar. Inga underarter finns listade i Catalogue of Life.